# Maximilian Mbaeva
Maximilian Mbaeva (Gobabis, 14 aprile 1989) è un calciatore namibiano, portiere dello Utd Africa Tigers e della nazionale namibiana.

## Carriera

### Nazionale
Nel 2019 viene convocato con la nazionale namibiana per la Coppa d'Africa.